# Thamnotettix latruncularius
Thamnotettix latruncularius är en insektsart som beskrevs av Victor Ivanovitsch Motschulsky 1859. Thamnotettix latruncularius ingår i släktet Thamnotettix och familjen dvärgstritar. Inga underarter finns listade i Catalogue of Life.